# Kordillery

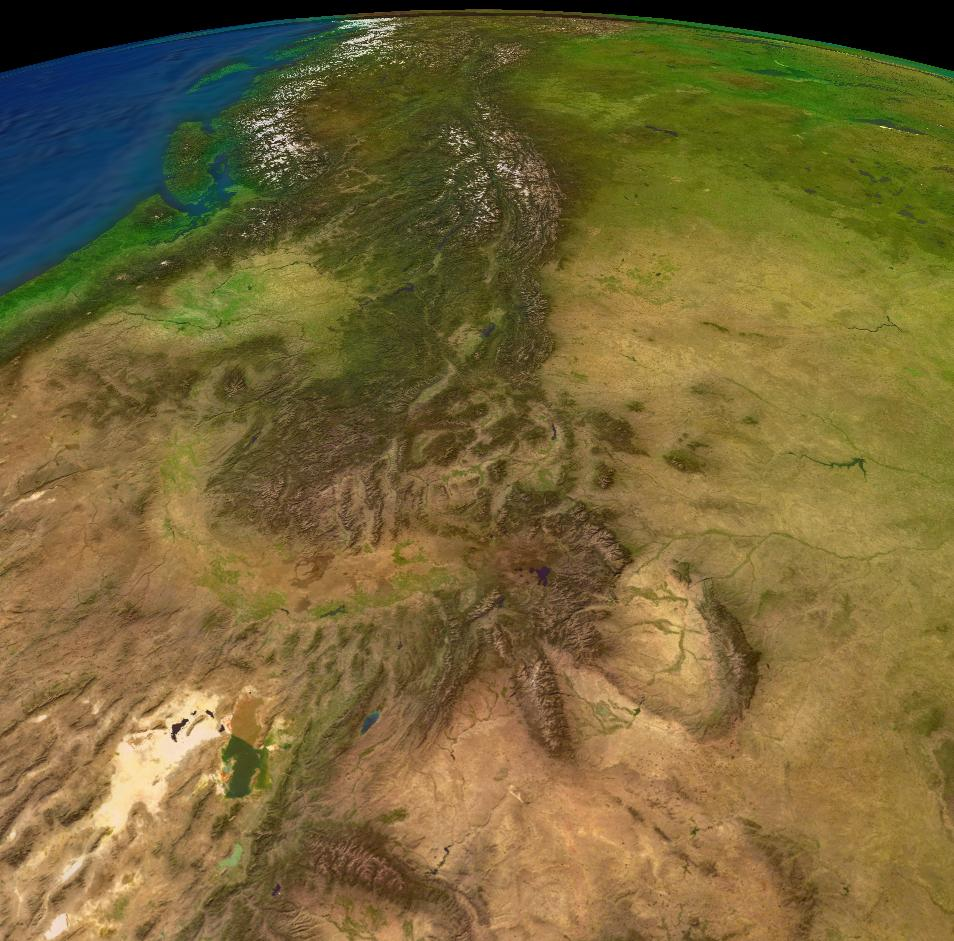
Skalnaté hory

Kordillery [kordyljery], ze španělského výrazu cordillera znamenajícího „pohoří“, v Jižní Americe nazývané Andy, je třetihorní pásemné pohoří na západě Severní a Jižní Ameriky v délce 15 500 km.
V Severní Americe sahají z Aljašky až k Tehuantepecké šíji v jižním Mexiku. Dělí se zhruba na dvě pásma, uzavírající mezi sebou rozlehlé náhorní plošiny a kotliny. Řetěz pohoří při tichomořském pobřeží probíhá částečně na Aljašce a přilehlých ostrovech a na pevnině (Přímořské hory, pohoří sv. Eliáše s Mount Loganem, 5959 m). K jihu přechází v Pobřežní pásmo, provázené Kaskádovým pohořím (Mount Rainier, 4391 m) a Sierrou Nevadu (Mount Whitney, 4418 m), v Mexiku jako Sierra Madre Occidental. Východní pásmo dosahuje největších výšek na Aljašce (nejvyšší hora Severní Ameriky Denali, 6190 m), odkud pokračuje jako Skalnaté hory (Mount Elbert, 4399 m) a dále v Mexiku jako Sierra Madre Oriental. Z náhorních plošin, uzavřených oběma pásmy Kordiller, je nejvyšší Kolumbijská plošina, Velká pánev s Velkým solným jezerem a plošiny Koloradská a Mexická. V jižním Mexiku jsou horská pásma Kordiller přerušena pruhem sopek dlouhým 1000 kilometrů (Citlaltépetl, 5700 m; Popocatépetl, 5452 m). Dále k jihu probíhají Kordillery svou západní větví středoamerickými republikami a východní větví přes Velké a Malé Antily. Jen zřídka přesahují 3000 metrů.
Na jihoamerické pevnině se Kordillery nazývají Andy. Tvoří na severu tři pásma: Kordilleru Západní, Centrální a Východní o výšce 4000 až 5000 metrů nad mořem. V Ekvádoru dosahuje Chimborazo 6267 metrů a Cotopaxi 5897 metrů. Tam už mají jen dvě pásma, uzavírající mezi sebou v Peru a Bolívii náhorní rovinu zvanou puna. Západní Kordillera zde dosahuje[ujasnit] Huascaránem (6768 m) a Východní Kordillera Ancohumou (6550 m). Na hranicích Chile a Argentiny se obě pásma spojují. Zde je též nejvyšší hora Ameriky, Aconcagua (6961 m). Dále k jihu se Kordillery snižují na 2000 až 3000 metrů nad mořem (Patagonské Andy) a přes Ohňovou zemi pokračují do Antarktidy.